# Chlorhoda rubricosta
Chlorhoda rubricosta là một loài bướm đêm thuộc phân họ Arctiinae, họ Erebidae.